# Synodontis polyodon
Synodontis polyodon is een straalvinnige vissensoort uit de familie van de baardmeervallen (Mochokidae). De wetenschappelijke naam van de soort is voor het eerst geldig gepubliceerd in 1895 door Vaillant.